# Katarina Norling

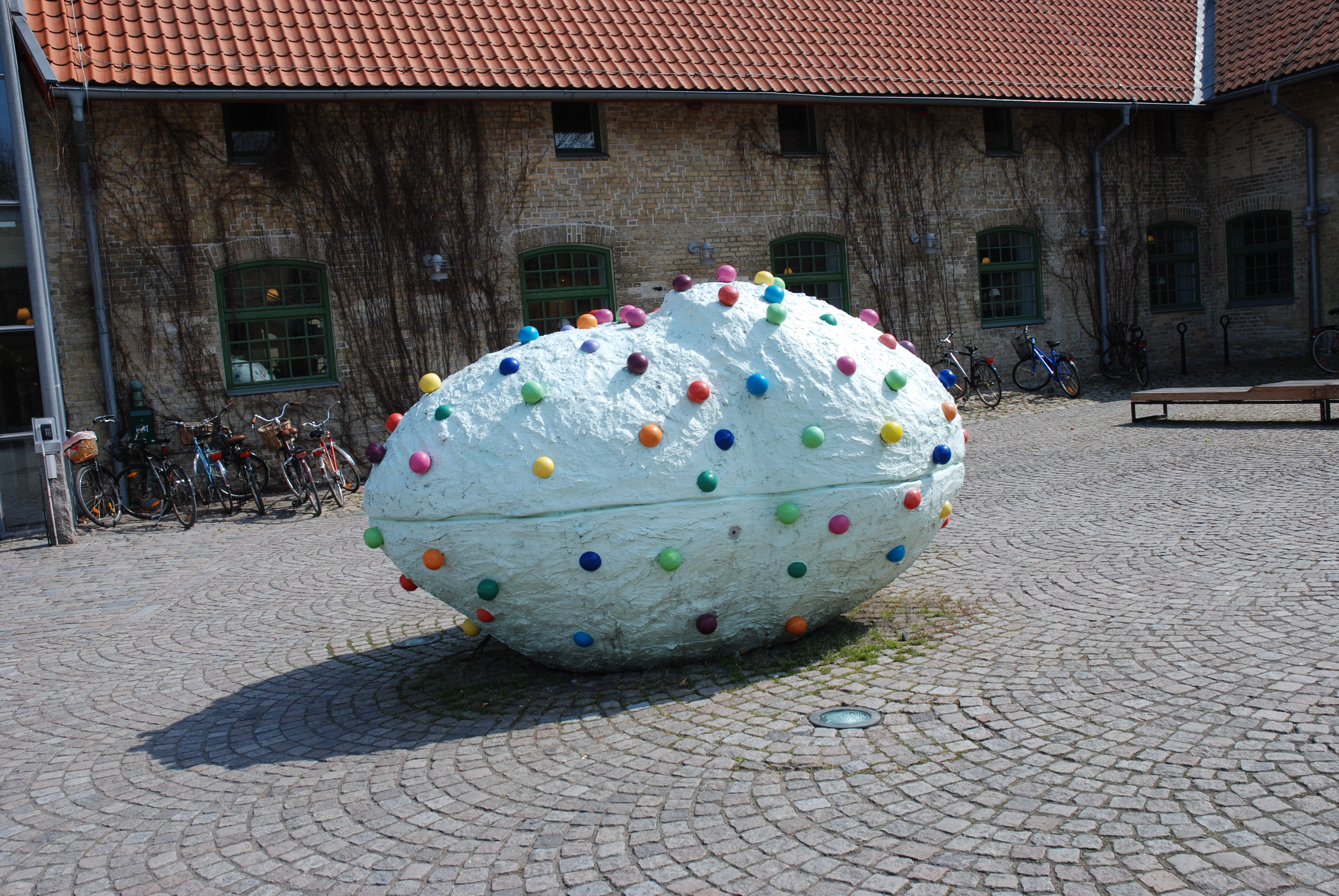
Bobos hjärta på Sveriges lantbruksuniversitet i Alnarp

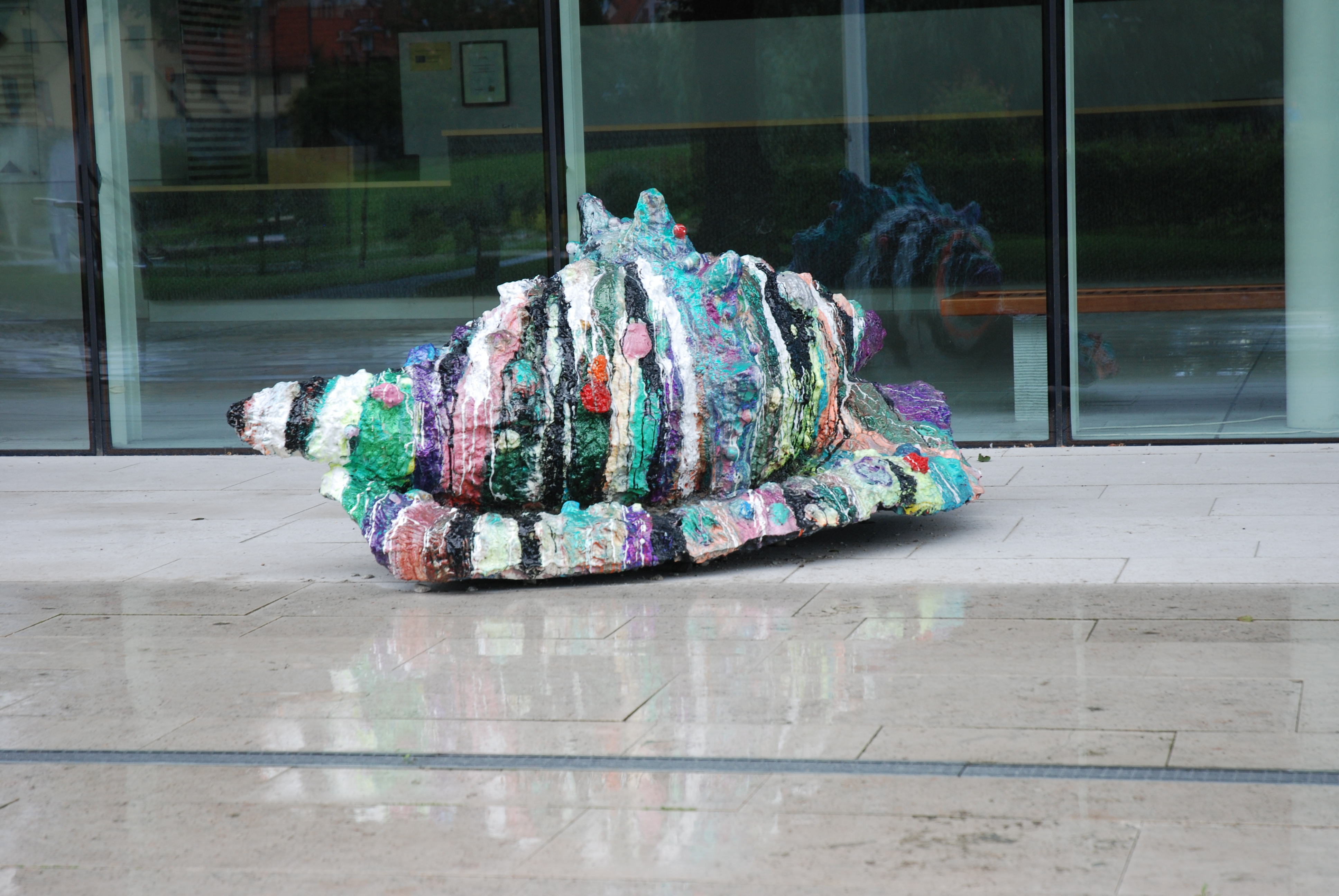
Balladen om vaktchefen i Visby

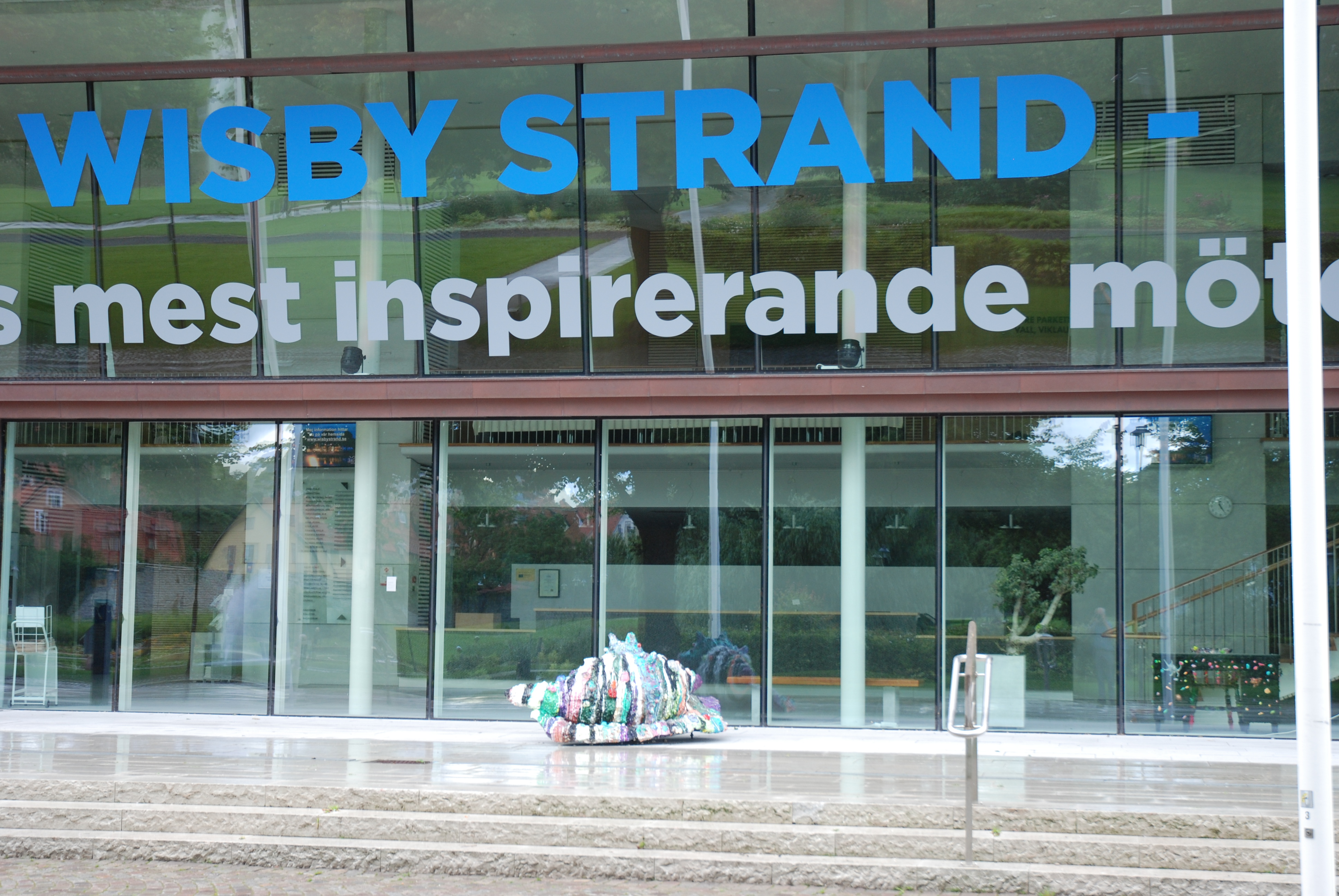
Balladen om vaktchefen, utanför Wisby Strand i Visby

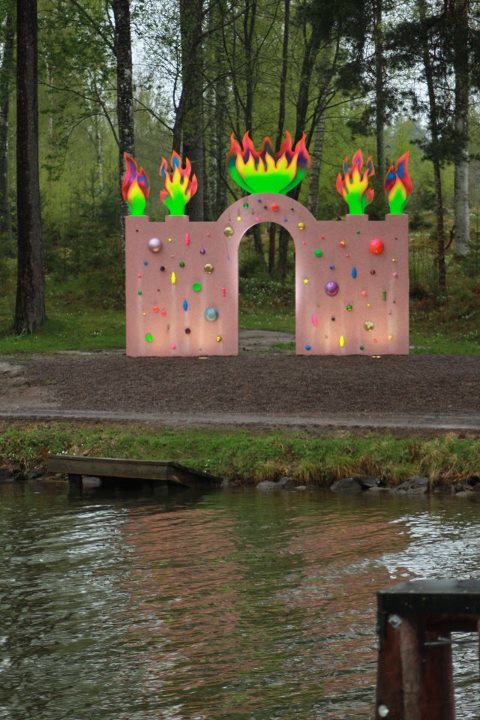
Rosa eko – inre eld, utmed Göta kanal vid Norrkvarn i Mariestads kommun

Anna Katarina Ingeborg Norling, född 26 februari 1963 i Stockholm, död 20 april 2019 i Tallinn, Estland, var en svensk konstnär. 

## Biografi
Katarina Norling studerade litteraturvetenskap, journalistik och religionsvetenskap 1983–1986 på Stockholms universitet och utbildade sig därefter i konst 1985–1986 på Birkagårdens folkhögskola och 1986–1991 på Kungliga Konsthögskolan i Stockholm. Hon hade sin första separatutställning, Ariel, på Forum i Stockholm 1991 (ett samarbete med poeten Katarina Frostenson), en utställning som sedan turnerade i Sverige i Riksutställningars regi. Katarina Norling har även ställt ut separat på bland annat Färgfabriken 1997, Galleri Flach 1997–2005, Galerie Alexandra von Scholz i Berlin, Tyskland, 1995, 1998, 2000 och 2011, och APA Gallery i Stockholm 2012. Katarina Norling har också skrivit texter, gjort bokomslag och arbetat med scenografi till dans och opera. 
Ett omtalat verk av Katarina Norling är Bobos hjärta från 1996, placerat utanför biblioteket vid Sveriges lantbruksuniversitet i Alnarp i Skåne. Verket var till en början kontroversiellt, men accepterades så småningom och användes under en period vid studentkårens spex.
Katarina Norling är gravsatt i minneslunden på Leksands kyrkogård.

## Offentliga verk i urval
- Rosa eko – inre eld (2012), infärgad betong, lackerad rostfri stål, i Norrkvarn vid Göta kanal, Mariestads kommun, Västergötland.
- Balladen om vaktchefen (2008), tre delar i lackerad aluminium, trä och tyg, innanför och utanför entrén till Wisby Strand Congress & Event Gotland, Visby, Gotland.
- Inne i Björns rum (2005), betong och klinkerskärvor, Rymdtorget i Bergsjön, Göteborg.
- Bobos hjärta (1996), remaljerad aluminium, utanför huvudbyggnaden/biblioteket på Sveriges lantbruksuniversitet i Alnarp, Skåne.

Katarina Norling är representerad vid bland annat Skissernas museum  och Moderna museet.